# Грб Амстердама
Грб Амстердама се састоји од црвеног штита преко кога кроз средину усправно иде црна трака на којој су три крста светог Андреје. На њега је постављена царска круна Аустрије, држачи штита су два златна лава, а испод грба је налази трака са натписом на којој је мото града Амстердама. 

## Мали штит
На грбу Амстердама, мали штит је црвене боје. Преко њега усправно, по средини, иде црна широка трака на којој су три бела крста светог Андреје у низу. Поље штита и трака чине штит црвено-црно-црвеним, једнаком ширином.

## Круна
Током ратова у Холандији у 15. веку, Максимилијан I, цар Светог римског царства је подржао буржује у борби против племства из унутрашњости. Током ових ратова, Амстердам је позајмио велике суме новца цару Максимилијану I. Стога је цар Максимилијан I дао Амстердаму право да његову царску круну стави на грб града Амстердама, из захвалности за позајмице које му је овај град учинио. Када је његов наследник, цар Рудолф II, направио нову царску круну, и Амстердам је променио круну на свом грбу. Чак и након Реформације, протестантски Амстердам је наставио на свом грбу да носи круну католичког цара. 1804. године, круна цара Рудолфа II постала је круна Аустријског царства.

## Мото
Током фебруарског штрајка 1941. у Амстердаму, по први пут у Европи су не-Јевреји протестовали против прогона Јевреја који је чинио нацистички режим. Холандска краљица Вилхелмина је желела да овековечи улогу грађана Амстердама у Другом светском рату и створила је мото града Храбри, Одлучни, Саосећајни (хол. „Heldhaftig, Vastberaden, Barmhartig"). 29. марта 1947. године, краљица Вилхелмина је представила овај мото градског влади као део грба града Амстердама, и рекла: „Никада нећу заборавити осећај, који нас је обузео, када нас је у Лондону обавестио очевидац догађаја како су одједном сви грађани устали против нечовечности окрутног тиранина“.